# Denis Zakaria
Denis Zakaria (Ginebra, Suiza, 20 de noviembre de 1996) es un futbolista suizo que juega en la posición de centrocampista para el A. S. Monaco F. C. de la Ligue 1 de Francia.

## Selección nacional
Hizo su debut con la selección de Suiza el 28 de mayo de 2016, en un partido amistoso contra Bélgica en el Stade de Genève que finalizó con un resultado de 1-2 a favor del combinado belga tras los goles de Blerim Džemaili para Suiza, y de Romelu Lukaku y Kevin De Bruyne para Bélgica.

### Participaciones en Copas del Mundo
| Mundial                        | Sede  | Resultado        | Partidos | Goles |
| ------------------------------ | ----- | ---------------- | -------- | ----- |
| Copa Mundial de Fútbol de 2018 | Rusia | Octavos de final | 2        | 0     |
| Copa Mundial de Fútbol de 2022 | Catar | Octavos de final | 2        | 0     |

### Participaciones en Eurocopas
| Copa          | Sede     | Resultado        | Partidos | Goles |
| ------------- | -------- | ---------------- | -------- | ----- |
| Eurocopa 2016 | Francia  | Octavos de final | 0        | 0     |
| Eurocopa 2020 | Europa   | Cuartos de final | 2        | 0     |
| Eurocopa 2024 | Alemania | Cuartos de final | 1        | 0     |

## Estadísticas

### Clubes
Actualizado al último partido disputado el 17 de mayo de 2025.
| Club                                | Div.          | Temporada     | Liga  | Liga  | Copas nacionales | Copas nacionales | Copas internacionales | Copas internacionales | Total | Total |
| Club                                | Div.          | Temporada     | Part. | Goles | Part.            | Goles            | Part.                 | Goles                 | Part. | Goles |
| ----------------------------------- | ------------- | ------------- | ----- | ----- | ---------------- | ---------------- | --------------------- | --------------------- | ----- | ----- |
| Servette F. C. · Suiza              | 2.ª           | 2014-15       | 6     | 2     | 0                | 0                | ―                     | ―                     | 6     | 2     |
| Servette F. C. · Suiza              | Total club    | Total club    | 6     | 2     | 0                | 0                | 0                     | 0                     | 6     | 2     |
| B. S. C. Young Boys · Suiza         | 1.ª           | 2015-16       | 27    | 1     | 3                | 0                | 3                     | 0                     | 33    | 1     |
| B. S. C. Young Boys · Suiza         | 1.ª           | 2016-17       | 23    | 1     | 4                | 0                | 7                     | 0                     | 34    | 1     |
| B. S. C. Young Boys · Suiza         | Total club    | Total club    | 50    | 2     | 7                | 0                | 10                    | 0                     | 67    | 2     |
| Borussia Mönchengladbach · Alemania | 1.ª           | 2017-18       | 30    | 2     | 3                | 0                | ―                     | ―                     | 33    | 2     |
| Borussia Mönchengladbach · Alemania | 1.ª           | 2018-19       | 31    | 4     | 1                | 0                | ―                     | ―                     | 32    | 4     |
| Borussia Mönchengladbach · Alemania | 1.ª           | 2019-20       | 23    | 2     | 2                | 0                | 6                     | 0                     | 31    | 2     |
| Borussia Mönchengladbach · Alemania | 1.ª           | 2020-21       | 25    | 1     | 2                | 0                | 5                     | 0                     | 32    | 1     |
| Borussia Mönchengladbach · Alemania | 1.ª           | 2021-22       | 16    | 2     | 2                | 0                | ―                     | ―                     | 18    | 2     |
| Borussia Mönchengladbach · Alemania | Total club    | Total club    | 125   | 11    | 10               | 0                | 11                    | 0                     | 146   | 11    |
| Juventus de Turín · Italia          | 1.ª           | 2021-22       | 9     | 1     | 3                | 0                | 1                     | 0                     | 13    | 1     |
| Juventus de Turín · Italia          | 1.ª           | 2022-23       | 2     | 0     | ―                | ―                | ―                     | ―                     | 2     | 0     |
| Juventus de Turín · Italia          | Total club    | Total club    | 11    | 1     | 3                | 0                | 1                     | 0                     | 15    | 1     |
| Chelsea F. C. Inglaterra            | 1.ª           | 2022-23       | 7     | 0     | 2                | 0                | 2                     | 1                     | 11    | 1     |
| Chelsea F. C. Inglaterra            | Total club    | Total club    | 7     | 0     | 2                | 0                | 2                     | 1                     | 11    | 1     |
| A. S. Monaco F. C. Francia          | 1.ª           | 2023-24       | 25    | 4     | 3                | 0                | —                     | —                     | 28    | 4     |
| A. S. Monaco F. C. Francia          | 1.ª           | 2024-25       | 26    | 6     | 1                | 0                | 7                     | 1                     | 34    | 7     |
| A. S. Monaco F. C. Francia          | Total club    | Total club    | 51    | 10    | 4                | 0                | 7                     | 1                     | 62    | 11    |
| Total carrera                       | Total carrera | Total carrera | 250   | 26    | 26               | 0                | 31                    | 2                     | 307   | 28    |